# Giurtelecu Simleului
Giurtelecu Şimleului (húngaro: Somlyógyőrtelek o simplemente Győrtelek) es una localidad en Transilvania
(Sălaj), Rumania. También conocida como Giurtelec o Giurtelecu en rumano.

## Geografía
Está situado en el noroeste del Condado de Salaj, en la cuenca hidrográfica del río Crasna, a los pies de Coasta lui Damian. 
El río Crasna fluye a través de Giurtelecu Şimleului y el embalse Vârşolţ previene las inundaciones. 
Altitud baja: 267 m s. n. m.
Lat. E 47°18′0″; Long N 22° 48' 0"
Zona horaria (est): UTC +2 (+3 DT) 
Código Postal: 457238

## Asentamientos cercanos
Oeste: Soruşa (1,7 nm) 
North: Măerişte (1.0 nm) Norte: Măerişte (1,0 nm) 
Oriente: Ilişua (2,0 nm), Măgura (2,0 nm), Slovacii (2,0 nm) 
Sur: Ceheiu (3,1 nm), Ceheiu-Pusta (3,1 nm), Şimleu Silvaniei (4,0 nm), Bădăcin (3,6 nm) 

## Clima
Tiene un clima continental, caracterizado por calientes veranos secos e inviernos fríos. 
La temperatura media en enero es de -3 °C, en julio de 21,1 °C. La precipitación media anual es de unos 627 mm; algunos vientos del oeste Atlántico influencian durante el invierno y el otoño. 
Las temperaturas invernales son a menudo por debajo de 0 °C, a pesar de que raramente cae por debajo de -10 °C . En promedio, la nieve cubre el suelo 65 días cada invierno. 
En verano, la temperatura media es de aproximadamente 18 °C (la media de julio y agosto), a pesar de que a veces alcanzan temperaturas de 35 °C a 40 °C en mediados de verano. Aunque la media de precipitaciones y la humedad durante el verano es baja, es poco frecuente que sea pesado y con frecuencia violentas tormentas. 
Durante la primavera y el otoño, las temperaturas varían entre los 13 a 18 °C , y las precipitaciones durante este tiempo tiende a ser más altos que en verano, con mayor frecuencia aún más leves períodos de lluvia. 

## Turismo
Está situado a 25 km de la autopista Transilvania, que está bajo construcción. La diversidad de paisajes y hermosos paisajes que rodean Giurtelecu Şimleului, la opinión de Coasta lui Damian hacia la depresión es un especial. El potencial turístico de Giurtelecu Şimleului está obligado a los naturales y artificiales elementos turísticos. 

## Demografía
A partir del censo de 2002 había 1149 personas que residen en Giurtelecu Şimleului. 
Hay una proporción creciente de personas de edad en la comunidad de trabajo y su población vive en diferentes lugares de la Unión Europea. 

## Economía
La economía de Giurtelecu Şimleului es principalmente agrícola, sobre la base de cultivo de cereales, patatas de crecimiento y olericulture. En los últimos años la cría de ganado también se encontraba en progreso. 
El bloque lineal de plano las tierras agrícolas junto al río Crasna es apropiado para la agricultura y los viñedos. 

## Ley y gobierno
Es parte de la comuna de Măerişte, Sălaj Condado, Crişana, el norte de la Región Occidental de Desarrollo, Transilvania, Rumania, la Unión Europea. 

## Creencias religiosas
Tradicionalmente, es una comunidad multireligiosa, hay habitantes greco-católicos, cristianos ortodoxos, judíos, católicos, protestantes, neoprotestantes, etc. 

## Historia
Los primeros documentos escritos de Giurtelecu Şimleului se remontan a 1259. Económica y políticamente, la influencia de la Báthory familia era muy poderoso hasta el 18 de siglo, el castillo de esta influyente familia en Europa Central está situado en Şimleu Silvaniei, a 7 km de Giurtelecu Şimleului. El nombre de Giurtelecu Şimleului aún muestra esta influencia. 
Bien posicionado estratégicamente y, por supuesto, fortificada, Coasta lui Damian atrajo a diferentes comunidades humanas en búsqueda de la seguridad durante miles de años. Como tal, muchas veces, mayores defensiva asentamientos situados en Coasta lui Damian han sido destruidas por las más recientes. Giurtelecu Şimleului ya estaba habitado en la Edad de Hierro, excavaciones arqueológicas en Coasta lui Damian demostrado que existe una solución antes de Imperio Romano. 
| Oficial Censo año | Habitantes |
| ----------------- | ---------- |
| 2002              | 1,055      |
| 1992              | 1,149      |
| 1920              | 1,395      |
| 1910              | 1,322      |
| 1900              | 1,216      |
| 1890              | 1,059      |
| 1880              | 996        |
| 1869              | 1,190      |
| 1847              | 684        |
| 1750              | 231        |
| 1720              | 90         |
| 1715              | 72         |

Tradicionalmente era una comunidad multiétnica, siempre diferentes idiomas que se hablan y las diferentes religiones que se practican en Giurtelecu Şimleului. Según el censo de 1715, 36 habitantes eran rumanos, 27 húngaros y 9 alemanes y de acuerdo a censo de 1920, 45 rumanos, 36 húngaros y 9 eslovacos. 
El censo 1890 muestra que el idioma rumano es hablado por 996 habitantes, húngaro de 54 y 9 habitantes hablan otra lengua. Según el mismo censo, 992 eran griegos católicos, 43 judíos, 23 evangélicos protestantes y 1 católico. 
Durante la ocupación alemana, los judíos fueron deportados (mayo de 1944) y asesinados en los campos nazi de exterminio. Situado en el nordeste de Giurtelecu Şimleului, el cementerio judío está en ruinas.